# Montse Torrent
Montserrat Torrent Peña (El Puerto de Santa María, Cádiz, España, 22 de agosto de 1962) es una actriz española afincada en Sevilla, que trabaja en teatro, danza, cine y televisión. Ha dirigido los talleres de lectura y escritura poética en la provincia de Cádiz. Tiene en su haber el Primer Premio de Interpretación Femenina en Andalucía, del Festival de Teatro de Palma del Río (Córdoba), el Primer Premio Ateneo de Córdoba de Monólogos (2002) y el Primer Premio en el Festival de Teatro Universitario de Sevilla, por la obra "Cásina", de Plauto, que dirigió. En Danza obtuvo el Premio a la mejor coreografía en 1992, por su obra Fedra, que dirigió e interpretó, estrenada en el Festival "La Nuova Tradizione", junto a Katsuko Azuma.
Ha trabajado en cine y televisión en series como El Accidente (Telecinco), Allí Abajo (Antena 3), Acacias 38 (RTVE), Padre Coraje (Benito Zambrano), Lugares (Manuel Noguera), Mambo (David Sainz) Techo Y Comida (Juan Miguel del Castillo), Mi Querida Cofradía (Marta Díaz), Fogueo (David Sainz) o Yerma (Pilar Távora), entre otros.

## Formación académica
- BUP en San Luis Gonzaga de El Puerto de Santa María.
- TEATRO. Graduada en el Instituto de Teatro del CAT.
- INTERPRETACIÓN. Con Carlos Gandolfo, Judith Veimmer, José Carlos Plaza,J.Carlos Corazza, Miquel Crespi.
- INTERPRETACIÓN. Curso de interpretación ante la cámara con Gracia Querejeta.
- DANZA CONTEMPORÁNEA. Con Nikolais Dance Theatre, Danial Shapiro, Joanie Smith, Igor Ivanov
- FLAMENCO. Con Fernando Belmonte, Mario Maya, Manolo Marín, Ciro y Carmen Cortés.
- DANZA CLÁSICA. Con Emilia Zambrano y Esteban Brunat.
- PEDAGOGÍA Y DANZA CLÁSICA. Con Bárbara Kasprowicz.
- CLÁSICO ESPAÑOL. Con Fernando Belmonte.
- BAILE DE SALÓN. Con Santiago Tovar.
- GUIONES. Curso de escritura de guiones con Jorge Naranjo.

## Teatro
- La Zapatera prodigiosa. Obra de F.G.Lorca. Dirección: Alfonso González Vega.
- Así que pasen cinco años. Obra de F.G.Lorca. Dirección: Juan Carlos Sánchez.
- La Reina Andaluza. Obra basada en textos de La Estrella de Sevilla de Lope de Vega. Dirección: Carlos Gandolfo para el Centro Andaluz de Teatro.
- Valle x tres. Obra de Valle Inclán. Dirección: A. Andrés de la Peña para el Centro Andaluz de Teatro.
- Viento contra viento. Dirección: Ramón Pareja para el Centro Andaluz de Teatro.
- Doña Rosita la soltera. Obra de F.G.Lorca. Dirección: Simón Suárez para el Centro Andaluz de Teatro.
- Atrévete. Compañía de Variedades de Manhattan. Dirección: Julio Fraga y Pepe Quero. Premio Mejor Compañía Feria de Teatro del Sur de Palma del Río (1992)
- Refrito. Compañía de Variedades de Manhattan. Cabaret. Dirección: Pepe Quero.
- Querido Chejov. Compañía del Mediodía. Dirección: José María Rodríguez Buzón.
- Retablo de Comediantes.Compañía la Jácara. Dirección: Alfonso Zurro.
- En Carne Viva. Compañía de Variedades de Manhattan. Cabaret. Dirección: Antonio Estrada.
- Tango. Textos de Alumnos de Antonio Onnetti. Dirección: Antonio Onetti.
- El día que me veas. Espectáculo de Varietés de la Compañía La Tarasca. Dirección: Ramón Bocanegra.
- Varietés en el Salón Kursaal.  Compañía La Tarasca. Dirección: Ramón Bocanegra.
- Recital de Poetas Andaluces. Compañía La Tarasca. Dirección: Ramón Bocanegra.
- El Desván de Barrault. Texto de Antonio Estrada. Dirección: Antonio Estrada.
- El Príncipe y el Dragón. Espectáculo Infantil de la Compañía la Tarasca. Dirección: Ramón Bocanegra.
- Nardi. Un Retrato Antiguo. Obra de Fernando Quiñones. Dirección: Antonio Estrada. Premio Ateneo a Mejor Actriz.(2011)
- La Dama de las Camelias. Teatro Oberón. Dirección: Ramón Pareja. Premio a la Mejor Actriz en la Feria de Teatro del Sur de Palma del Río (1999).
- Credo. Espectáculo sobre el poemario de Eva Vaz. Dirección: Isabel Pérez.
- La Lozana Andaluza. Obra de Rafael Alberti. Dirección: Josefina Molina para el Centro Andaluz de Teatro.
- Casina, de Plauto. Dirección: Montserrat Torrent. Primer Premio en el Festival de Teatro Universitario. (1996)
- Las Mil Noches de Hortensia Romero. Obra de Fernando Quiñones. Dirección: Estrella Távora. Nominaciones: Mejor Actriz en Premios Escenario de Sevilla 2014, y Mejor Adaptación en Premios de Teatro Andaluz 2014.

## Danza
- Ballet Albarizas. Dirección: Fernando Belmonte.
- Caracoles. Dirección: Rosario Pardo.
- De Leyenda. Dirección: Paco Moyano.
- Andalucía. Dirección: Miguel Vargas.
- Fedra. Dirección e interpretación: Montserrat Torrent. En el Festival "La Nuova Tradizione" junto a Katsuko Azuma.

## Televisión y cine
- Operación Mozart. Coproducción franco-española para la TV francesa. (1990).
- Animales depredadores. Cortometraje. Dirección: J.C. Salmerón. (1990).
- No te rías que es peor. Para RTVE. (1993).
- Mira que bueno. Para Canal Sur TV. (1993).
- Sentimientos ocultos. Cortometraje. Dirección: J.J. Velázquez. (1993).
- Buscando a Carmen. Dirección: R. Pareja para Canal Sur TV. (1994).
- El último viaje de Marcelo. Cortometraje. Dirección: Jesús Ponce. (1994).
- Hoy es tu día. Para Canal Sur TV. (1994).
- Todo tiene arreglo. Para Canal Sur TV. (1994-1995).
- Vox Populi. Para Canal Sur TV. (1995).
- Padre Coraje. Dirección: Benito Zambrano. (1995).
- Yerma. Dirección: Pilar Távora. (1998).
- Senderos de Gloria. Para Canal Sur TV. (2002).
- Tosferina. Cortometraje. Dirección: Álvaro Alonso. (2008).
- Como una nube. Serie para Canal Sur TV. De Lince Producciones. (2008).
- Techo y Comida. Dirección: Juan Miguel del Castillo. (2015). 3 Nominaciones a los Goya 2017: mejor dirección, mejor canción original, Goya mejor actriz protagonista
- Allí abajo. Serie de TV para el canal Antena 3. (2016).
- Lugares. Dirección: Manuel Noguera. (2017).
- Mi querida cofradía. Dirección: Marta Díaz de López Díaz. (2017).
- Fogueo. Dirección: David Sainz. (2017).
- El accidente. Serie de TV para GLOBOMEDIA. (2017).
- Capítulo publicitario para HBO de Juego de Tronos. Dirección: David Sainz (2017).
- Mambo. Serie de TV para RTVE. Dirección: David Sainz. (2017).
- Acacias 38. Serie de TV para RTVE. (2017).
- Boutade. Cortometraje. Dirección: Dany Ruz. (2017).
- Casa de citas. Cortometraje. Dirección: Juanjo Palomeque. (2019).
- Distinto. Cortometraje. Dirección: Dany Ruz y Andrés Berlanga. (2022).
- La Maniobra de la Tortuga. Dirección: Juan Miguel del Castillo. (2022).
- Tumbas Vecinas. Cortometraje. Dirección: José A. Gutiérrez. (2023). 7 Premios a mejor actriz en diversos festivales de cine.
- En fin. Serie para Prime Video. Dirección: David Sainz. (2024).
- Coraje. Película dirigida por José Manuel Rebollo. (2025).

## Experiencia profesional docente
- Profesora de Danza Contemporánea en la Casa de La Cultura de El Puerto de Santa María durante dos años consecutivos.(1984).
- Curso de Dramaturgia, Expresión Corporal Y Teatro para el Área de Cultura del Exmo. Ayuntamiento de San Fernando. (1987).
- Curso de Flamenco en Milán para actores del Piccolo Teatro di Milano. (1991).
- Profesora de Bailes de Salón en El Casino de la Exposición de Sevilla. (1993).
- Profesora de Bailes de Salón en el club Santa Clara de Sevilla. (1993).
- Curso de Interpretación durante dos años consecutivos para El Festival de Comedias de El Puerto de Santa María. (1994-1995).
- Invitada por el Aula de Geografía e Historia de la Universidad de Sevilla a impartir un curso sobre Plauto y otros sobre Máscaras Contemporáneas. (1995).
- Coreografía del espectáculo Varietés en el Salón Kursaal. para la compañía “La Tarasca” de Sevilla. (1997).
- Curso de teatro para la escuela municipal de teatro de Chiclana de la Frontera. (2003-2004).
- Curso de teatro en el Pay-Pay, Cádiz. (2004).
- Taller de Escritura y Lectura Poética, para mujeres en la provincia de Cádiz invitada por la Excma. Diputación de Cádiz. Programa "Ellas son la tierra" (2005).
- Curso de teatro para el área de cultura de Nueva Jarilla (Jerez de la Frontera). (2006).
- Taller de realización de recitales poéticos en la provincia de Cádiz para la Excma. Diputación de Cádiz. (2006).
- Taller de poesía y puesta en escena de un recital de poesía para las alumnas de la cárcel de puerto 2. invitada por la Excma. Diputación de Cádiz. (2006).
- Curso de voz en el IES La Paz, para profesores, invitada por el C.E.P.  de Sevilla. (2007).
- Curso  “La Voz Como Instrumento”  en el Teatro Pedro Muñoz Seca del Puerto de Santa María. (2008).
- Talleres culturales en el Distrito Macarena de Sevilla. (2009-2010).
- Imparte un curso de acciones de calle para la iniciativa "DIÁSPORA" en El Puerto de Santa María.(2016).
- Curso "El tempo-ritmo de la comedia" para el Festival de Comedias de El Puerto de Santa María. (2017).
- Curso de Técnica e interpretación del monólogo. El Puerto de Santa María. (2019).
- Módulo "Las claves de la comedia" en la Universidad de Cádiz. (2023).

## Experiencia profesional en dirección de artes escénicas
- "Cásina” de Plauto (1996) Dirección Montserrat Torrent. Para Universidad de Geografía e Historia de Sevilla. Primer Premio en el Festival de Teatro Universitario.
- “Delirium Tremens” Dirección de una obra de creación propia invitada por la Facultad de Geografía e Historia de Sevilla. (1995-96)
- “Fedra” Dirección e interpretación Montserrat Torrent. En el Festival "La Nuova Tradizione" junto a Katsuko Azuma. (1992)
- Danza-Teatro estrenado en el Festival de “La Nuova Tradiciones” junto a Katsuko Azuma.

## Premios

### Festival La Nuova Tradizione
| Año  | Categoría          | Espectáculo | Resultado |
| ---- | ------------------ | ----------- | --------- |
| 1992 | Mejor Coreografía. | Fedra.      | Ganadora  |

### Festival de Teatro Universitario de Sevilla
| Año  | Categoría        | Espectáculo                 | Resultado |
| ---- | ---------------- | --------------------------- | --------- |
| 1996 | Mejor Dirección. | Cásina. Una obra de Plauto. | Ganadora  |

### Festival de Teatro de Palma del Río
| Año  | Categoría                                   | Espectáculo              | Resultado |
| ---- | ------------------------------------------- | ------------------------ | --------- |
| 1999 | Mejor Interpretación Femenina en Andalucía. | La Dama de Las Camelias. | Ganadora  |

### Premios Ateneo de Córdoba
| Año  | Categoría                              | Espectáculo                | Resultado |
| ---- | -------------------------------------- | -------------------------- | --------- |
| 2002 | Premio Ateneo de Córdoba de Monólogos. | Nardi. Un Retrato Antiguo. | Ganadora  |

### Premios Escenarios de Sevilla
| Año  | Categoría    | Espectáculo                         | Resultado |
| ---- | ------------ | ----------------------------------- | --------- |
| 2014 | Mejor Actriz | Las Mil Noches de Hortensia Romero. | Nominada  |

### Festival San Silvestrade de Guzmán
| Año  | Categoría    | Cortometraje    | Resultado |
| ---- | ------------ | --------------- | --------- |
| 2024 | Mejor Actriz | Tumbas Vecinas. | Ganadora  |

### Festival de Villamayor de Cine
| Año  | Categoría    | Cortometraje    | Resultado |
| ---- | ------------ | --------------- | --------- |
| 2024 | Mejor Actriz | Tumbas Vecinas. | Ganadora  |

### Festival "¡CORT...EN!" de Ciudad de Calahorra
| Año  | Categoría    | Cortometraje    | Resultado |
| ---- | ------------ | --------------- | --------- |
| 2024 | Mejor Actriz | Tumbas Vecinas. | Ganadora  |

### Premios con Acento
| Año  | Categoría                     | Cortometraje    | Resultado |
| ---- | ----------------------------- | --------------- | --------- |
| 2024 | Mejor Actriz de Cortometraje. | Tumbas Vecinas. | Ganadora  |

### Festival de Cortometrajes Guadalcanal en Corto "Sonría, por favor"
| Año  | Categoría                                   | Cortometraje    | Resultado |
| ---- | ------------------------------------------- | --------------- | --------- |
| 2024 | Mención a la Mejor Interpretación Femenina. | Tumbas Vecinas. | Ganadora  |

### Butoni Film Fest
| Año  | Categoría                        | Cortometraje    | Resultado |
| ---- | -------------------------------- | --------------- | --------- |
| 2024 | Premio Butoni a la Mejor Actriz. | Tumbas Vecinas. | Ganadora  |

### Festival de Cortometrajes de Paracuellos del Jarama
| Año  | Categoría    | Cortometraje    | Resultado |
| ---- | ------------ | --------------- | --------- |
| 2024 | Mejor Actriz | Tumbas Vecinas. | Ganadora  |

- Datos: Q23906966
- Multimedia: Montse Torrent / Q23906966